# المنكب (بني العوام)

تعديل مصدري - تعديل

المنكب هي إحدى قرى عزلة بني القدمي بمديرية بني العوام التابعة لمحافظة حجة، بلغ تعداد سكانها 208 نسمة حسب تعداد اليمن لعام 2004.